# كيني سنكلير
كيني سنكلير (بالإنجليزية: Kenny Sinclair)‏ هو لاعب  سباعيات رغبي ‏ بريطاني، ولد في 28 يوليو 1975 في Irvine, North Ayrshire ‏ في المملكة المتحدة.

## وصلات خارجية
- كيني سنكلير على موقع سلسلة سباعيات الرغبي العالمية - رجال (الإنجليزية)
- كيني سنكلير على موقع اتحاد ألعاب الكومنولث (مؤرشف) (الإنجليزية)